# Prix littéraires 1950
Liste des prix littéraires décernés au cours de l'année 1950 :

## Prix internationaux
- Prix Nobel de littérature : Bertrand Russell  Royaume-Uni[1]

## Allemagne
- Prix Georg-Büchner :  Elisabeth Langgässer

## Belgique
- Prix Victor-Rossel : André Villers pour La Griffe du léopard

## Canada
- Prix littéraires du Gouverneur général 1950 :
  - Catégorie « Romans et nouvelles de langue anglaise » : Germaine Guèvremont pour The Outlander (traduction anglaise des romans Le Survenant et Marie-Didace)
  - Catégorie « Poésie ou théâtre de langue anglaise » : James Wreford Watson pour Time and the Lover
  - Catégorie « Études et essais de langue anglaise » : Marjorie Wilkins Campbell pour The Saskatchewan et W. L. Morton pour The Progressive Party in Canada

## Chili
- Prix national de littérature : José Santos González Vera (es) (1897-1970), romancier ;

## Espagne
- Prix Nadal : Elena Quiroga pour Viento del norte
- Prix national de littérature narrative : Concha Espina pour Un valle en el mar
- Prix national de poésie : José María Valverde (es) pour La espera
- Prix Adonáis de Poésie : José García Nieto, Dama de soledad

## États-Unis
- National Book Award : 
  - Catégorie « Fiction » : Nelson Algren pour The Man With the Golden Arm (L'Homme au bras d'or)
  - Catégorie « Essais » : Ralph L. Rusk pour The Life of Ralph Waldo Emerson
  - Catégorie « Poésie » : William Carlos Williams pour Paterson: Book Three et Selected Poems
- Prix Hugo : les prix Hugo n'ont pas été décernés
- Prix Pulitzer :
  - Catégorie « Fiction » : A. B. Guthrie pour The Way West (Orégon-Express)
  - Catégorie « Biographie et Autobiographie » : Samuel Flagg Bemis pour John Quincy Adams and the Foundations of American Foreign Policy
  - Catégorie « Histoire » : Oliver W. Larkin pour Art and Life in America
  - Catégorie « Poésie » : Gwendolyn Brooks pour Annie Allen
  - Catégorie « Théâtre » : Richard Rodgers, Oscar Hammerstein II et Joshua Logan pour South Pacific

## Finlande
- Prix Aleksis-Kivi : Ilmari Kianto[2]
- Prix Kalevi-Jäntti : Helvi Juvonen
- Prix national de littérature : Rabbe Enckell pour Agamemnon[3], Pentti Haanpää pour Jauhot, Mika Waltari pour Mikael Karvajalka, Mikael Hakim
- Prix littéraire de la ville de Tampere : Lauri Viita pour Moreeni[4]
- Prix Tollander : Hagar Olsson
- Prix Topelius : Tauno Rautapalo  pour Rohkeita poikia

## France
- Prix Goncourt : Paul Colin pour Les Jeux sauvages (Gallimard)
- Prix Renaudot : Pierre Molaine pour Les Orgues de l'enfer (Corrêa)
- Prix Femina : Serge Groussard pour La Femme sans passé (Gallimard)
- Prix Interallié : Georges Auclair pour Un amour allemand (Gallimard)
- Grand prix du roman de l'Académie française : Joseph Jolinon pour Les Provinciaux (Milieu du Monde)
- Prix des Deux Magots : Antoine Blondin pour L'Europe buissonnière (Jean Froissart)
- Prix du Quai des Orfèvres : non décerné
- Prix du roman populiste : René Fallet pour Banlieue sud-est
- Prix Heredia : Henry Charpentier pour Sonnets

## Italie
- Prix Strega : Cesare Pavese pour La bella estate (Einaudi), traduit en français sous le titre Le Bel Été
- Prix Bagutta : Vitaliano Brancati, Il bell'Antonio, (Bompiani)
- Prix Viareggio : Francesco Jovine, Le terre del sacramento (Einaudi) et Carlo Bernari, Speranzella (Einaudi)

## Royaume-Uni
- Prix James Tait Black :
  - Fiction : Robert Henriques pour Through the Valley
  - Biographie : Cecil Woodham-Smith pour Florence Nightingale
- Prix John-Llewellyn-Rhys : Kenneth Allsop pour Adventure Lit Their Star
- Médaille Carnegie : Elfrida Vipont pour The Lark on the Wing
- Prix Rose-Mary-Crawshay : Helen Darbishire pour son édition des Œuvres poétiques de William Wordsworth
- Prix Somerset-Maugham : Nigel Kneale pour Tomato Cain & Other Stories